# Štěpán Vojtěch
Štěpán Vojtěch (ur. 23 kwietnia 1977) – czeski kierowca rajdowy, wielokrotny uczestnik serii rajdów o Mistrzostwo Świata. Jest bratem Tomáša Vojtěcha, także rajdowca, zmarłego tragicznie w 2005 roku i synem Zdenka Vojtěcha, również kierowcy rajdowego.
W 2005 roku Vojtěch zadebiutował w Rajdowych Mistrzostwach Świata. Pilotowany przez Michala Ernsta i jadący Peugeot 206 WRC w barwach zespołu OMV Rally Team zajął wówczas 27. miejsce w Rajdzie Niemiec. W 2006 roku zaliczył 4 starty w Mistrzostwach Świata trzema samochodami - Peugeotem 206 WRC, Mitsubishi Lancerem Evo 8 (zdobył 2 punkty w Production Cars WRC) oraz Peugeotem 307 WRC. W Rajdzie Katalonii był 14. osiągając najlepszy wynik w MŚ w karierze. Z kolei w sezonie 2007 wystąpił w 5 rajdach, Mitsubishi Lancerem Evo 9 w teamie OMV Bixxol Rally Team. Zdobył 8 punktów w PCWRC.
Vojtěch startował również w rajdach Mistrzostw Europy oraz Mistrzostw Czech i Rally Sprintach. W 2002 roku po raz pierwszy stanął na podium w rajdzie o mistrzostwo kraju - był to Rajd Valašská. Z kolei w 2005 roku w Rajdzie Český Krumlov odniósł swoje pierwsze zwycięstwo, a w 2006 roku wygrał go po raz drugi.

## Występy w mistrzostwach świata
| Sezon | Zespół                | Samochód                                                | 1      | 2       | 3        | 4             | 5          | 6    | 7      | 8      | 9         | 10        | 11      | 12              | 13      | 14        | 15            | 16              | Punkty | Miejsce |
| ----- | --------------------- | ------------------------------------------------------- | ------ | ------- | -------- | ------------- | ---------- | ---- | ------ | ------ | --------- | --------- | ------- | --------------- | ------- | --------- | ------------- | --------------- | ------ | ------- |
| 2005  | OMV Rally Team        | Peugeot 206 WRC                                         | Monako | Szwecja | Meksyk   | Nowa Zelandia | Włochy     | Cypr | Turcja | Grecja | Argentyna | Finlandia | 27      | Wielka Brytania | Japonia | Francja   | Hiszpania     | Australia       | 0      | -       |
| 2006  | OMV Rally Team        | Mitsubishi Lancer Evo 8 Peugeot 206 WRC Peugeot 307 WRC | Monako | Szwecja | 18       | 14            | Francja    | NU   | Włochy | Grecja | NU        | Finlandia | Japonia | Cypr            | Turcja  | Australia | Nowa Zelandia | Wielka Brytania | 0      | -       |
| 2007  | OMV Bixxol Rally Team | Mitsubishi Lancer Evo 9                                 | Monako | Szwecja | Norwegia | 16            | Portugalia | 25   | Włochy | Grecja | Finlandia | Niemcy    | 55      | Hiszpania       | Francja | Japonia   | 20            | 25              | 0      | -       |